# Lasioglossum glandon
Lasioglossum glandon är en biart som beskrevs av Ebmer 2002. Lasioglossum glandon ingår i släktet smalbin, och familjen vägbin. Inga underarter finns listade i Catalogue of Life.